# Enterographa sorediata
Enterographa sorediata är en lavart som beskrevs av Coppins & P. James. Enterographa sorediata ingår i släktet Enterographa och familjen Roccellaceae.   Inga underarter finns listade i Catalogue of Life.